# Anarcha
Anarcha (Westcott Plantage, Montgomery, voor 1828, waarschijnlijk 1826/1827 - na 1864, mogelijk Alto Plantage, King George County, 27 juni 1869) was een slaafgemaakte vrouw die bekend is geworden van de experimenten die J. Marion Sims haar deed ondergaan. In de jaren 1840 onderging ze meer dan 30 operaties en hielp ze bij operaties op andere slaafgemaakte vrouwen.

## Biografie

### Vroege leven
Anarcha werd waarschijnlijk geboren op de Westcott Plantage in Montgomery. Haar gehele familie was in slavernij gevangen. Hun slavenhouder overleed in 1828 en de familieleden komen daardoor voor in het testament dat hij achter liet. Haar ouders worden in het testament genoemd als Sue en Jerry en zij heeft drie broers, Manuel, Ben en Joe en één zus, Mary. Waarschijnlijk was Anarcha de op één na jongste telg en was zij één of twee jaar in 1828.
In het testament in 1828 bleek dat er 29 tot slaafgemaakten aanwezig waren op de Westcott Plantage.13 Jaar later, in 1841, was dat aantal al opgelopen tot 80 mensen. De meesten van hen waren relatief jong, wat erop wijst dat de Plantage een fokprogramma had opgezet met de slaafgemaakten die in hun bezit waren. In 1807 was in Amerika de Act Prohibiting Importation of Slaves ingaan die de trans-Atlantische slavenhandel tegenhield en import van slaafgemaakten verbood. Hierdoor was het stimuleren van voortplanting onder de slaafgemaakte populatie van Westcott een lucratieve bezigheid geworden.

### Zwangerschap en bevalling
J. Marion Sims zou in contact komen met Anarcha tijdens haar eerste zwangerschap. Anarcha was op dat moment 17 en Sims werd in de lente van 1845 bij haar bevalling geroepen. Zij was op dat moment al dagenlang aan het bevallen en het leek erop dat haar bekken simpelweg te klein was voor de baby. Mogelijk werd dit veroorzaakt door ondervoeding en zwaar werk, waardoor zij wellicht rachitis had ontwikkeld. Sims haalde de baby met een tang en redde op deze wijze haar leven, of dat van de baby ook gered was is onbekend. Het is tevens onbekend wie de vader van het kind was. Mogelijk betrof dit een slaafgemaakte man die ook op de Plantage woonde en gestimuleerd werd vrouwen te bezwangeren. Een andere mogelijkheid is dat zij door haar eigenaar tot seks werd gedwongen.
Sims, die eigenlijk helemaal niet zo'n behoefte had om zich bezig te houden met de bevalling en vrouwengeneeskunde, werd enige tijd later teruggeroepen om iets te doen aan de schade die de bevalling had veroorzaakt. Doordat de baby enige tijd ingedaald in het geboortekanaal vastgezeten had, was weefsel afgestorven en was Anarcha incontinent geraakt. Ze had fistula vesicivaginalis ontwikkeld. Dit veroorzaakte zo veel pijn dat zij amper simpele taken kon uitvoeren, laat staan het zware werk waarvoor de slaafgemaakten werden ingezet.

### De experimenten
Al snel gaf Sims aan, aan de eigenaar van Anarcha dat hij de fistels niet kon oplossen; hier was nog geen behandeling voor. Toevallig vroegen in deze periode nog twee slaveneigenaren een oplossing voor dezelfde kwaal, twee slaafgemaakte vrouwen, Betsey en een Lucy, leden aan het zelfde euvel en ook hun meesters vroegen Sims om hulp. Aangezien de vrouwen in dit stadium enkel geld kostten - ze hadden verzorging nodig en konden zelf niet werken - waren de slavenhouders genegen om hen aan Sims te leasen. Alle drie de vrouwen hadden daarom geen enkele mogelijkheid om te behandelingen en experimenten te weigeren; via het leasecontract had Sims volledige zeggenschap over hen gekregen voor zo lang als het contract van kracht was. Naast hen behandelde Sims nog zo'n 9 andere vrouwen, die allen naamloos bleven.
De eerste experimenten verliepen slecht en Sims kreeg een slechte naam in de medische gemeenschap - hoewel het niet ondenkbaar is dat zijn naam toch al niet zo goed was omdat hij in 1835 twee patiënten was verloren. Vrijwel al zijn witte, mannelijke assistenten zegden hun baan op, waarna de slaafgemaakte vrouwen die Sims behandelde voortaan ook als verpleegkundige dienst moesten doen. Tussen 1845 en 1849 zou Sims 30 operaties op Anarcha uitvoeren, die daarna eindelijk genezen zou worden verklaard. In deze periode vond Sims verschillende gereedschappen uit, zoals het gebruik van zilveren hechtdraad en een type speculum. Zijn behandelingen waren zodanig invloedrijk dat de artsen Peter Petros, Burghard Abendstein en Andrew Browning in 2018 aangaven dat zijn ontdekkingen nog altijd 95% van de behandelingen van fistels mogelijk maken vandaag de dag.
Ondanks deze - uiteindelijk - goede resultaten, zat er ook een duistere kant aan de behandeling van Anarcha en de andere vrouwen. Geen van de vrouwen was in de positie om de behandeling te weigeren. Zij waren het bezit van hun slavenhouders die hen aan Sims hadden uitgeleend en er was dus geen enkele sprake van geïnformeerde toestemming, wat tegenwoordig wel als een belangrijke basisvoorwaarde voor ethisch verantwoorde medische behandeling wordt gezien. Ook verdoofde Sims zijn slaafgemaakte patiëntes niet. Het verhaal gaat dat Sim meende dat Afro-Amerikaanse vrouwen geen pijn ervoeren en dat dit pijnstilling niet noodzakelijk maakte. Toch beschreef Sims de pijnlijke situaties van Lucy en Anarcha en herkende hun pijn dus wel degelijk. Wat zijn keuze nog uitzonderlijker maakt, is dat er juist in deze periode veel geëxperimenteerd werd met verschillende pijnstillers. In 1846 was ether als verdovende stof ontdekt en begin 1848 was chloroform voor verdovingen voor het eerst gebruikt, maar die experimenten waren in sommige gevallen dodelijk. Sims zou voor latere operaties op blanke vrouwen wél verdoving gebruiken. Ook voor de ontdekking van ether had hij al veel interesse in verdoving van pijn en schreef zelfs een artikel over de geschiedenis van pijnmedicatie waarin hij terug ging tot 1790. Hij gebruikte vóór zijn experimenten al opium om zijn patiënten te verdoven.

### Latere leven
Anarcha was tijdens de experimenten verkocht aan de eigenaar van Betsey, Nathan Harris, een advocaat met een specialisatie in medische advocatuur die zichzelf omschreef als dr. Nathan Harris. Ook Lucy lijkt door Harris aangekocht te zijn. Harris gaf Anarcha, Betsy en Lucy aan zijn verloofde, Margaret Duncan. Na 1849 werden alle drie de vrouwen naar John Duncan, Margarets vader gestuurd. Hij had een plantage in Autauga County.
Anarcha zou waarschijnlijk via Thomas Addis Emmet, de zwager van Nathan Harris en assistent van Sims, in Richmond belanden in de 1850'er jaren. Charles Bell Gibson zou haar in Richmond wederom behandelen voor de fistels. Wellicht was de behandeling van Sims onvoldoende of waren haar latere bevallingen - ze zou in totaal minimaal tien bevallingen ondergaan en slechts één kind, Delia, zou haar met zekerheid overleven - hieraan debet. Ook Sims zelf zou haar in 1856-1857 zelf nogmaals behandelen.
Anarcha kwam omstreeks 1853 of 1854 in het bezit van een William L. Maury, die onderdeel van de marine was en uit Caroline County in Virginia kwam. In 1857 gaf Sims zijn experimenten op Anarcha op en wordt zij met drie van haar dan nog levende kinderen naar de plantage van de Maury familie gestuurd te Bowling Green, Old Mansion. Op het land behorende bij Old Mansion wonen zo'n 20 slaafgemaakten. Anarcha voegde zich bij hen en werkte waarschijnlijk als vroedvrouw. In deze periode ontmoette Anarcha ook Lorenzo, haar echtgenoot, hoewel ze waarschijnlijk nooit voor de wet getrouwd zijn.
In 1862 werden Old Mansion en alle daarbij behorende slaafgemaakten verkocht aan James T. White, die Anarcha al snel weer voor één jaar doorleasde aan Charles Mason die ook een plantage bezat genaamd Alto te King George County. Anarcha overleed na 1864, mogelijk op de Alto Plantage. Haar biograaf J.C. Hallman meent dat zij op 7 juni 1869 overleed, maar dit is - ook door de verschillende spellingen van haar naam - moeilijk te bewijzen.

## Naam
Anarcha's naam is onderwerp van veel debat. Zoals gebruikelijk in deze periode zien we verschillende spellingen van haar naam en verkleiningsvormen in de officiële documenten. Annacay Jackson zou mogelijk de naam zijn waaronder ze is begraven. Een verkleiningsvorm van Arachna zou Ankey zijn in deze periode, een variant die in sommige bronnen terugkomt. Ook Anaka komt wel voor. Anarcha's naam wordt ook nu nog geregeld gegeven als Anarcha Westcott, waarbij haar 'achternaam' en verwijzing is naar de plantage waar ze geboren is.

## Latere reactie
In recente jaren is er meer aandacht gekomen voor het lot van de vrouwen die door Sims gebruikt werden in zijn experimenten. Recent zijn er monumenten voor hen geplaatst of waren hiervoor plannen. Sims zou in zijn onderzoek gynaecologische behandelingen ontwikkelen die hem de titel 'Vader van de gynaecologie' opleverde. In navolging en tegenstand daarvan worden Anarcha en de andere vrouwen die Sims dwong behandelingen te ondergaan wel de 'Moeders van de gynaecologie' genoemd.